# Operacja Litani
Operacja Litani (hebr. מִבְצָע ליטני) – operacja wojskowa przeprowadzona przez Siły Obronne Izraela w dniach 14–21 marca 1978 roku w południowym Libanie. Była odpowiedzią na masakrę na drodze przybrzeżnej w Izraelu, w której palestyńscy terroryści z Al-Fatah zabili 39 Izraelczyków i ranili 71 osób. Celem operacji było zniszczenie baz OWP w południowym Libanie. Podczas operacji Siły Obronne Izraela przejęły kontrolę nad obszarem położonym na południe od rzeki Litani, na północ od której wycofały się siły OWP. Izraelczycy wycofali się w czerwcu (po trzech miesiącach), pozostawiając za sobą zmienioną sytuację w południowym Libanie – na granicę izraelsko-libańską przybyły uzbrojone międzynarodowe siły UNIFIL oraz powstała chrześcijańska enklawa tworząca strefę buforową. Była ona kontrolowana przez chrześcijańskie milicje, które następnie przekształciły się w Armię Południowego Libanu.

## Tło wydarzeń
Konflikt izraelsko-arabski i kolejno toczone wojny izraelsko-arabskie wywierały silny wpływ na sytuację wewnętrzną w Libanie. Napływ palestyńskich uchodźców po 1948 roku doprowadził do poważnych zmian demograficznych, zaburzając delikatną równowagę pomiędzy muzułmanami i chrześcijanami. W kolejnych latach wielokrotnie dochodziło do przygranicznych incydentów, w których palestyńscy terroryści atakowali cywilne cele w Izraelu. Z tego powodu rejon granicy przez cały ten czas stanowił obszar zapalny. Wojna sześciodniowa z 1967 roku spowodowała pogorszenie stosunków izraelsko-libańskich. Zajęte wówczas przez Izraelczyków Farmy Szebaa, góra Hermon oraz Wzgórza Golan, przyniosły z sobą wydłużenie granicy izraelsko-libańskiej. W latach 60. XX wieku Organizacja Wyzwolenia Palestyny utworzyła liczne bazy szkoleniowe na południowo-zachodnich stokach góry Hermon. Bazy połączono liniami komunikacyjnymi z wioskami zaopatrzeniowymi, a na granicy wystawiono punkty obserwacyjne. Cała ta mocno rozbudowana infrastruktura była dobrze ukryta w trudno dostępnej górskiej okolicy. W ten sposób powstało swoiste państwo w państwie, nazywane „Fatahland” (od nazwy Al-Fatah, który odgrywał dominującą rolę w OWP). Gdy w latach 1970–1971 władze jordańskie usunęły ze swojego terytorium palestyńskie ugrupowania zbrojne, schroniły się one w Libanie. Na czele tych ugrupowań stał Jasir Arafat. Palestyńczycy prowadzili systematyczny ostrzał terytorium północnego Izraela oraz organizowali spektakularne ataki terrorystyczne. Rząd libański akceptował ich obecność oraz cicho popierał międzynarodową działalność terrorystyczną. Korzystając z pomocy radzieckich ekspertów wojskowych, w palestyńskich bazach szkolono członków Czerwonych Brygad, Frakcji Czerwonej Armii i innych grup terrorystycznych. W 1973 roku armia libańska podjęła nieudaną próbę siłowego przejęcia kontroli nad południowym Libanem, po czym wycofała się na linię rzeki Litani. Graniczące z Izraelem tereny zostały pod całkowitą kontrolą Palestyńczyków. W kolejnych latach doszło do licznych ataków, podłożeń min lądowych, porwań i morderstw cywilów w Izraelu. Równocześnie, w kwietniu 1975 roku, rozpoczęła się pierwsza faza wojny domowej w Libanie. W czerwcu 1976 roku do Libanu wkroczyły wojska syryjskie, wymuszając na wszystkich stronach przyjęcie zawieszenia broni. Dodatkowo w październiku tego samego roku Liga Arabska wysłała do Libanu Arabskie Siły Odstraszające (Arab Deterrent Force), które miały nadzorować zawieszenie broni. W ten sposób Liban praktycznie znalazł się w syryjskiej strefie wpływów. Dokonana 11 marca 1978 roku przez palestyńskich terrorystów z al-Fatah masakra na drodze przybrzeżnej wstrząsnęła opinią publiczną Izraela. W tym ataku terrorystycznym zginęło 39 Izraelczyków, a rannych zostało 71 osób. Rząd Izraela podjął decyzję o przeprowadzeniu dużej operacji wojskowej, która mogłaby przynieść konkretne rezultaty w wojnie z terrorystami w południowym Libanie.
Trwająca od 1975 roku wojna domowa w Libanie przyniosła nawiązanie dobrych kontaktów władz izraelskich z chrześcijanami związanymi z Falangą Libańską. W latach 1975–1976 milicje chrześcijańskie korzystały z pomocy izraelskich ekspertów wojskowych i ograniczonych dostaw broni. Gdy do Libanu weszły wojska syryjskie, ze względu na bliskość Izraela nie przekroczyły one rzeki Litani. W maju 1977 roku Izraelczycy zwiększyli współpracę z chrześcijanami w południowym Libanie, widząc w nich możliwość zbudowania przeciwwagi dla rosnących sił palestyńskich organizacji terrorystycznych. Falangiści byli zachęcani do podjęcia działań przeciwko Palestyńczykom. Z tego powodu 2 marca 1978 roku siły Falangi z rejonu wioski Ajn Ibil zajęły pobliską szyicką wioskę Marun ar-Ras. Wezwane na pomoc siły al-Fatah szybko wyparły falangistów, którzy nie doczekali się na obiecane izraelskie wsparcie lotnicze. Po tym incydencie Izraelczycy rozmieścili oddział swoich żołnierzy w rejonie wioski Ajn Ibil, aby chronić ją przed możliwym odwetem. Zdarzenia te stały się dodatkowym czynnikiem, pobudzającym Izrael do przeprowadzenia operacji wojskowej w południowym Libanie. Miała ona udowodnić chrześcijańskim sojusznikom, że Izrael będzie wywiązywał się ze swoich zobowiązań i wspierał ich dalsze działania militarne.

## Przygotowania do operacji
Dowództwo nad operacją objął szef Dowództwa Północnego, gen. Awigdor Ben-Gal, a dowódcą działań operacyjnych został gen. Refa’el Etan. Minister obrony Ezer Weizman zalecał zajęcie nadmorskiego miasta Tyr i sąsiedniego obozu uchodźców palestyńskich Raszidieh, jednak Szef Sztabu Generalnego gen. Mordechaj Gur nie zgodził się na to w obawie, że atak na obóz przyniesie zbyt wiele ofiar cywilnych. Zrezygnowano więc z zajmowania miasta, podejmując decyzję o stworzeniu enklawy Tyru. Później gen. Refa’el Etan skrytykował tę decyzję, twierdząc, że w znacznym stopniu utrudniło to realizację powierzonych zadań (pozostawienie sił OWP w rejonie Tyru było przyczyną tarć z UNIFIL-em w przyszłości). Celem operacji było zajęcie południowego Libanu i zniszczenie infrastruktury OWP, a tym samym powstrzymanie ataków terrorystycznych na izraelskich cywilów. W ten sposób, zajęty obszar pełniłby rolę strefy buforowej między Izraelem a Libanem. Operację początkowo nazwano „Ojciec Mądrości” (Avi Ha-Chochma), a następnie zmieniono ją na  „Litani” od rzeki Litani, która miała stanowić granicę obszaru, zajętego przez Siły Obronne Izraela.
Zakładano, że Izraelski Korpus Morski nałoży blokadę morską na wybrzeże południowego Libanu. Po zmasowanym ataku Sił Powietrznych Izraelu i ostrzale artyleryjskim do południowego Libanu miały wejść duże siły lądowe. Obszar działań operacyjnych podzielono na cztery sektory. Do sektora zachodniego miała wkroczyć Brygada Spadochronowa dowodzona przez płk. Amnona Lipkin-Szachaka. Drugi sektor przydzielono Dywizji Galil, zaś trzeci – Dywizji Spadochronowej Ha-Esz pod dowództwem gen Uri Simchoni. Siły dywizji podzielono na dwie grupy bojowe, dowodzone przez płk Jorama Jaira i płk Icchaka Mordechaja, które wzmocniono batalionami piechoty z Brygady Bislamach oraz siłami rezerwowymi Dywizji Spadochronowej. Najtrudniejszy sektor wschodni przekazano siłom wydzielonym z 36 Dywizji Pancernej gen. Orri Ur. Była to część Brygady Golani pod dowództwem płk. Amira Reuveni. Wsparcie pancerne zapewniały 7 Brygada Pancerna i 188 Brygada Pancerna. Na terytorium Libanu miało wkroczyć około 10 tys. żołnierzy, wspieranych przez 200 czołgów. Całość izraelskich sił przeznaczonych do operacji ocenia się na około 25 tys. żołnierzy.

## Operacja
Operacja „Litani” rozpoczęła się w nocy 14 marca 1978 roku.

### I faza (14–17 marca 1978)
W pierwszej fazie operacji „Litani” (wówczas nazywała się jeszcze operacją „Ojciec Mądrości”) siły lądowe Dywizji Spadochronowej, Brygady Spadochronowej i Brygady Golani, wspierane przez jednostki pancerne, piechoty, inżynieryjne, artylerię i lotnictwo, przekroczyły granicę izraelsko-libańską. Od samego początku działania izraelskich wojsk poparł libański mjr Saad Haddad, który dowodził chrześcijańską Armią Wolnego Libanu. Podporządkował się on pod rozkazy izraelskiego dowództwa.
Izraelczycy w ciągu trzech dni przejęli kontrolę nad przygranicznym pasem o szerokości 10 km. Szacuje się, że OWP dysponowała w tym obszarze siłami około 4 tys. bojowników. W wielu miejscach doszło do ciężkich walk. W sektorze pierwszym utworzono izolowaną enklawę miasta Tyr. W sektorze trzecim na zachód od miejscowości Bint Dżubajl napotkano na dobrze ufortyfikowane pozycje i ukryte wśród wzgórz bunkry. Na ich przedpolu wykopano głębokie betonowe rowy, które utrudniały działania czołgom. Zajmując wioskę Bajt Jahun, utworzono w niej stanowisko wypadowe dla jednostek zmechanizowanych. Grupa, dowodzona przez płk. Mordechaja, szybkim uderzeniem zajęła Marun ar-Ras i Bint Dżubajl, udzielając wsparcia siłom walczącym po stronie zachodniej. W sektorze czwartym zajęto miejscowość Al-Chijam, oczyszczając w ciężkich walkach okoliczne wzgórza. Działania lądowe wspierało lotnictwo. 15 marca w wiosce Abbassieh na wschód od Tyru doszło do omyłkowego zbombardowania meczetu (zginęło 40 osób, a ponad 100 zostało rannych). Przez cały czas w powietrzu utrzymywano ciężkie myśliwce przewagi powietrznej F-15 Eagle, które były przygotowane na ewentualność konfrontacji z syryjskimi myśliwcami (nie doszło do niej).
17 marca siły lądowe zajęły 10 km pas przygraniczny i tym samym zakończyły I fazę operacji „Litani”. Izraelskiej ofensywie towarzyszyło powstanie fali libańskich uchodźców, którzy uciekali na północ, w stronę Libanu. Ocenia się, że około 100-250 tys. cywilów opuściło swoje domy – w większości byli to szyici. 15 marca rząd libański poinformował, że około 285 tys. palestyńskich uchodźców ucieka z południa Libanu, kierując się w stronę Bejrutu.

### II faza
Po osiągnięciu zakładanych wstępnie celów 17 marca podjęto decyzję o poszerzeniu granic działań operacyjnych do rzeki Litani. Zmieniono wówczas nazwę operacji na „Litani”.
Izraelscy spadochroniarze przeprowadzili desant z helikopterów, przejmując wszystkie mosty na rzeki Litani. Odcięto w ten sposób możliwość odwrotu siłom OWP z południowego Libanu. W ciągu czterech kolejnych dni Izraelczycy przejęli pełną kontrolę nad całym obszarem, eliminując napotkane siły palestyńskich bojowników. Palestyńczycy usiłowali odpowiadać ostrzałem moździerzowym i rakietowym terytorium północnego Izraela, ale nie byli w stanie prowadzić skutecznego ognia. Jedynie w kibucu Menara od ostrzału zginęło 2 mieszkańców.
21 marca 1978 roku minister obrony Ezer Weizman nakazał siłom zbrojnym wstrzymanie działań i rozpoczęcie wycofywania się na linię międzypaństwowej granicy. W praktyce wycofanie zajęło trzy miesiące i zakończyło się w czerwcu 1978 roku.

## Zawieszenie broni
17 marca 1978 roku prezydent Stanów Zjednoczonych Jimmy Carter skrytykował izraelską operację na terytorium Libanu mówiąc, że jest ona „poważnym zagrożeniem dla pokoju w regionie”. Dwa dni później amerykański ambasador przy ONZ zaproponował, by międzynarodowe siły pokojowe pod mandatem ONZ zastąpiły izraelską armię w południowym Libanie. Tego samego dnia Rada Bezpieczeństwa ONZ przyjęła Rezolucję nr 425, wzywającą Izrael do natychmiastowego przerwania wszystkich działań zbrojnych i „niezwłocznego wycofania wojsk z całego terytorium Libanu”. Miejsce wycofanych izraelskich oddziałów miały zająć powołane specjalnie w tym celu tymczasowe siły UNIFIL (ang. United Nations Interim Force in Lebanon), których zadaniem było nadzorowanie międzynarodowego pokoju i udzielenie pomocy libańskiemu rządowi w przejęciu kontroli nad południowym Libanem. Pierwsi żołnierze sił pokojowych UNIFIL przybyli do Libanu 23 marca 1978 roku, ustanawiając swoją główną kwaterę w An-Nakura.
Rezolucja nr 425 nie spowodowała natychmiastowego ogłoszenia zawieszenia broni. Izraelczycy prowadzili swoje działania wojskowe jeszcze przez dwa dni i 21 marca 1978 roku ogłosili zawieszenie broni. Natomiast OWP w swojej pierwszej reakcji ogłosiło, że nie zastosuje się do Rezolucji nr 425, ponieważ nic ona nie wspomniała o nich. 28 marca 1978 roku Jasir Arafat spotkał się w Bejrucie z dowódcą UNIFIL Emmanuelem Erskine, po czym nakazał siłom OWP wprowadzenie zawieszenia broni. Brytyjska specjalistka ds. Bliskiego Wschodu, Helena Cobban, określiła to porozumienie „punktem zwrotnym w historii palestyńskiego ruchu oporu”, ponieważ pierwszy raz porozumienie o zawieszeniu broni z Izraelem zostało oficjalnie zatwierdzone przez wszystkie organy kierownicze Organizacji Wyzwolenia Palestyny.
Nie wszystkie siły zaangażowane w konflikt zaakceptowały zawieszenie broni. W kwietniu 1978 roku Abu Daoud, wysoki przywódca al-Fatah, zorganizował komórki, liczące około 70-80 bojowników z zamiarem zerwania rozejmu. Jasir Arafat i Chalil al-Wazir nakazali aresztowanie wszystkich osób, zaangażowanych w tę działalność. Sam Abu Daoud przyłączył się następnie do Organizacji Abu Nidala i kontynuował działalność terrorystyczną przeciwko Izraelowi. Do incydentów doszło również po drugiej stronie. 19 kwietnia 1978 roku siły Armii Południowego Libanu ostrzelały siedzibę UNIFIL, zabijając 8 żołnierzy sił pokojowych. W tym samym miesiącu chrześcijańscy bandyci porwali trzech żołnierzy sił UNIFIL (szeregowych Barretta, Smallhorne'a i O'Mahoneya), zabijając dwóch z nich. W 1981 roku palestyńscy bandyci porwali również irlandzkiego żołnierza sił UNIFIL.

## Konsekwencje

### Liban
Izraelska operacja przyniosła poważne zniszczenia w licznych libańskich miasteczkach i wsiach położonych na południe od rzeki Litani. Działania wojenne przyniosły falę uciekinierów, których liczbę szacuje się w zakresie od co najmniej 100 tys. do 250 tys. Ostrzał artyleryjski, bombardowania lotnicze i przemieszczenie dużej liczby uciekinierów spowodowały rozległe zniszczenia mienia i infrastruktury. Liczbę ofiar śmiertelnych szacuje się w zakresie od 1100 do 2000, z czego co najmniej 300-550 było palestyńskimi bojownikami.
Siły Organizacji Wyzwolenia Palestyny nie zostały całkowicie wyeliminowane, gdyż zdołały w znacznej części uciec na północ od rzeki Litani. Również enklawa miasta Tyr nie została zajęta, co umożliwiło Palestyńczykom zachowanie swojej infrastruktury. Pozwoliło to na dalsze prowadzenie walki zbrojnej i kontynuowanie ataków terrorystycznych na Izrael oraz cele żydowskie na świecie. Skoncentrowali oni teraz swoją infrastrukturę w libańskich obozach uchodźców położonych w rejonie Tyru i Bejrutu. W samym południowym Libanie powstała strefa buforowa, którą kontrolowały chrześcijańskie siły Armii Wolnego Libanu. Otrzymywała ona pomoc z Izraela w postaci dostaw uzbrojenia, szkolenia wojskowego i informacji wywiadowczych. Dowodzący Armią Wolnego Libanu, mjr Saad Haddad, ogłosił 18 kwietnia 1979 roku powstanie Niezależnego Wolnego Libanu. W maju 1980 roku Armia Wolnego Libanu zmieniła nazwę na Armia Południowego Libanu. Strefa buforowa w południowym Libanie była nieustannie atakowana i ostrzeliwana przez siły OWP, które przeszły wówczas gruntowną reorganizację, szykując się do regularnej wojny z Izraelem. Udoskonalono metody maskowania stanowisk artyleryjskich i baz zaopatrzenia, co miało utrudnić ich wykrycie i zniszczenie z powietrza. Jasir Arafat mówił: „Pokój dla nas oznacza zniszczenie Izraela”.

### Izrael
Izrael poniósł stosunkowo niskie koszty operacji. Ogółem zginęło 18 Izraelczyków (dodatkowo czterech zginęło podczas wycofywania się w dniu 5 kwietnia), a 113 zostało rannych. Jeden schwytany do niewoli żołnierz został wymieniony 14 marca 1979 roku w zamian za 76 palestyńskich terrorystów. Największe koszty Izrael poniósł na arenie międzynarodowej, gdzie przypisano mu odpowiedzialność za śmierć wielu cywilów i powstanie dużej liczby uchodźców.

## Podsumowanie
Z punktu widzenia izraelskiego, niezwykle ważne było zachowanie sił syryjskich, które podczas operacji „Litani” nie wzięły udziału w walkach. Skutkiem ubocznym była widoczna zmiana polityki Syryjczyków, którzy zwrócili się przeciwko chrześcijanom w Libanie. Zwiększyli oni wsparcie wojskowe frakcji szyickich, doprowadzając do coraz częstszych starć wewnętrznych. W kwietniu 1981 roku chrześcijańskie Siły Libańskie przeprowadziły ofensywę, próbując opanować Dolinę Bekaa i zmusić wojska syryjskie do opuszczenia Libanu. Podczas walk dowódca chrześcijańskich milicji Baszir al-Dżumajjil zwrócił się do Izraela o pomoc wojskową. W odpowiedzi izraelskie siły powietrzne wielokrotnie bombardowały bazy OWP w Dolinie Bekaa. 23 sierpnia 1982 roku Baszir al-Dżumajjil został wybrany prezydentem Libanu. Otwierało to drogę do zawarcia porozumienia pokojowego libańsko-izraelskiego. 14 września tego samego roku, na dziewięć dni przed rozpoczęciem urzędowania, został on zamordowany przez prosyryjskiego bojówkarza, Habiba Chartouniego. Dalsza eskalacja przemocy doprowadziła do wybuchu wojny libańskiej (1982-1985).